# Supercopa Rei de 2024
A Supercopa Rei de 2024 foi a sétima edição deste evento esportivo, um torneio nacional de futebol masculino organizado pela Confederação Brasileira de Futebol (CBF). O torneio foi decidido em partida única entre o campeão do Campeonato Brasileiro de 2023, o Palmeiras, e o campeão da Copa do Brasil de 2023, o São Paulo.
A partida ocorreu em 4 de fevereiro de 2024, no Estádio do Mineirão, em Belo Horizonte, e contou com a presença de torcedores de ambos os clubes participantes, uma situação que não acontecia desde 2016 devido à medida de torcida única adotada nos clássicos realizados no estado de São Paulo. O árbitro Bráulio da Silva Machado foi encarregado da aplicação das regras do desporto, com o auxílio de Guilherme Dias Camilo e Rodrigo Figueiredo Henrique Correa. Palmeiras e São Paulo protagonizaram um confronto equilibrado e tenso. Ambas as equipes perderam oportunidades, e o tempo regulamentar encerrou-se empatado sem gols. Na disputa por pênaltis, o São Paulo emergiu como vencedor, com o goleiro Rafael defendendo duas cobranças. Este foi o primeiro título da Supercopa conquistado pelo Tricolor Paulista, marcando também a primeira participação do clube neste torneio.

## Antecedentes
Em fevereiro de 2019, a CBF anunciou a instituição da Supercopa do Brasil, um torneio que reúne os campeões do Campeonato Brasileiro e da Copa do Brasil. Esta competição já havia ocorrido em duas edições durante a década de 1990. Na primeira, o Grêmio superou o Vasco. No ano seguinte, o Corinthians conquistou o título ao vencer o Flamengo. Após quase 30 anos, a competição retornou em 16 de fevereiro de 2020, com um confronto entre Flamengo e Athletico Paranaense, vencido pela equipe carioca. Desde então, o Flamengo participou de todas as edições até o ano de 2023.
O São Paulo assegurou a primeira vaga para a edição de 2024. O clube alcançou um marco histórico ao conquistar, pela primeira vez, a Copa do Brasil. Esse feito foi confirmado em 24 de setembro de 2023, quando derrotou o Flamengo na decisão. O adversário do clube paulista foi revelado em 6 de dezembro de 2023, quando o Palmeiras conquistou o título do Campeonato Brasileiro. O clube alviverde já havia participado da competição em duas ocasiões, sagrando-se campeão em 2023.
| Clubes    | Federação | Classificação                         | Participações anteriores | Ref.  |
| --------- | --------- | ------------------------------------- | ------------------------ | ----- |
| Palmeiras | São Paulo | Campeão do Campeonato Brasileiro 2023 | 2 (2021 e 2023)          | [ 6 ] |
| São Paulo | São Paulo | Campeão da Copa do Brasil 2023        | Estreante                | [ 6 ] |

### Data e sede

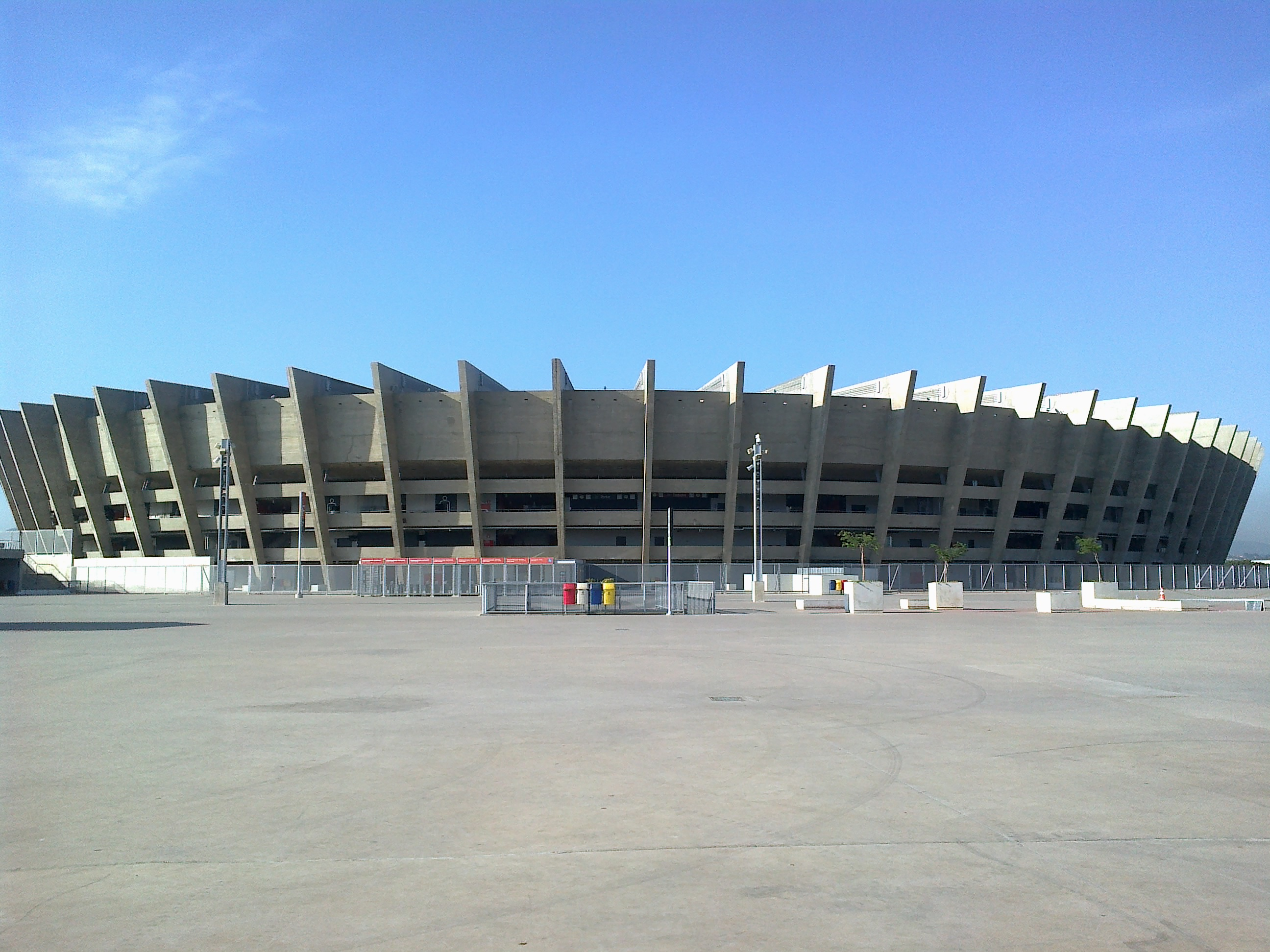
O estádio do Mineirão foi designado como sede para a partida.

Em 31 de outubro de 2023, a CBF divulgou o calendário do futebol brasileiro para a temporada subsequente, anunciando que a Supercopa do Brasil ocorreria em 3 de fevereiro de 2024, ainda sem uma localização definitiva estabelecida. Inicialmente, considerou-se a possibilidade de realizar o evento na cidade de São Paulo, devido à natureza local do clássico. Contudo, essa proposta tornou-se inviável devido à determinação do Ministério Público que exige a adoção de torcida única nos clássicos realizados no estado, medida em vigor desde 2016.
Em dezembro de 2023, o presidente da Federação Paraense de Futebol, Ricardo Gluck Paul, encaminhou à CBF uma proposta para que a partida fosse sediada no estádio do Mangueirão, em Belém, que passou por reformas para receber a estreia da Seleção Brasileira nas eliminatórias da Copa do Mundo FIFA de 2026. No entanto, os clubes rejeitaram a referida proposta. O estádio Mané Garrincha, em Brasília, que já fora palco das edições de 2020, 2021 e 2023, manifestou novamente seu interesse em sediar o torneio, mas foi descartado devido a um evento programado para a data da partida, o qual exigiria alterações logísticas. Diante dessa situação, a entidade organizadora passou a considerar dois locais alternativos: o Parque do Sabiá, em Uberlândia, e o Maracanã, no Rio de Janeiro.
As diretorias dos clubes envolvidos formalizaram um pedido à confederação, pleiteando que a partida fosse disputada no Rio de Janeiro. Eles fundamentaram tal solicitação na facilidade logística, na garantia da presença das duas torcidas e na proximidade com a cidade de São Paulo, considerando que a Supercopa é disputada simultaneamente ao Campeonato Paulista. No entanto, a CBF optou por descartar o Maracanã, temendo que a reforma programada para o gramado do estádio (prevista para o mês de janeiro) não estivesse concluída a tempo da realização da partida. Em 12 de janeiro de 2024, a entidade comunicou a alteração da data da Supercopa para o dia 4 de fevereiro, um domingo, às 16 horas, e definiu o local da partida: o estádio do Mineirão, em Belo Horizonte.

### Mudança de nomenclatura
Em 31 de janeiro de 2024, às vésperas do evento esportivo, a nomenclatura da competição foi modificada para "Supercopa Rei", como uma forma de homenagem a Pelé, falecido em 2022. Tal decisão já havia sido implementada em certos campeonatos específicos, a exemplo do Campeonato Brasileiro e do Campeonato Paulista, cujas edições de 2023 foram designadas como Brasileirão Rei e Troféu Rei Pelé. No entanto, desta vez, a alteração seria permanente, não se restringindo a uma edição pontual.

### Arbitragem
Em 18 de janeiro de 2024, a equipe de arbitragem para o evento foi oficialmente designada. Bráulio da Silva Machado foi indicado como árbitro principal, contando com a assistência dos auxiliares Guilherme Dias Camilo e Rodrigo Figueiredo Henrique Correa. Rafael Rodrigo Klein e Fernanda Kruger desempenharam os papéis de quarto e quinta árbitra, respectivamente. Por sua vez, a responsabilidade pela arbitragem de vídeo ficou a cargo de Wagner Reway. Além disso, determinou-se que quaisquer decisões revistas pela arbitragem de vídeo seriam comunicadas pelo árbitro Bráulio ao público presente no estádio.

## Partida
Antes do início da partida, os ex-jogadores Edcarlos e Euller entraram juntos ao campo carregando os troféus da Copa do Brasil e do Campeonato Brasileiro, respectivamente. O troféu da Supercopa, por sua vez, foi conduzido por Flávia Christina Kurtz e Arthur Nascimento, filha e neto de Pelé, o qual foi objeto de uma distinta homenagem, marcada pela disposição de vários tronos no interior do Mineirão, proporcionando aos torcedores a oportunidade de registrar o momento por meio de fotografias. Ademais, foram prestadas homenagens a Zagallo, que faleceu em 5 de janeiro de 2024, e Osvaldo Domínguez Dibb, presidente de honra do Club Olimpia, cujo óbito ocorreu em 2 de fevereiro de 2024. Ambos foram reverenciados por meio de um minuto de silêncio. Zagallo, inclusive, teve sua imagem transmitida no telão e nas placas publicitárias ao redor do gramado no décimo terceiro minuto da partida.
A partida ocorreu no Estádio do Mineirão em 4 de fevereiro de 2024, um domingo, às 16 horas. O público presente foi de 42.741 torcedores, gerando uma receita total de sete milhões, setecentos e trinta e seis mil e novecentos e três reais. A partida também registrou a presença das torcidas do Palmeiras e São Paulo, uma ocorrência que não se verificava desde 2016, em razão da medida de torcida única implementada nos clássicos realizados no estado de São Paulo.

### Primeiro tempo

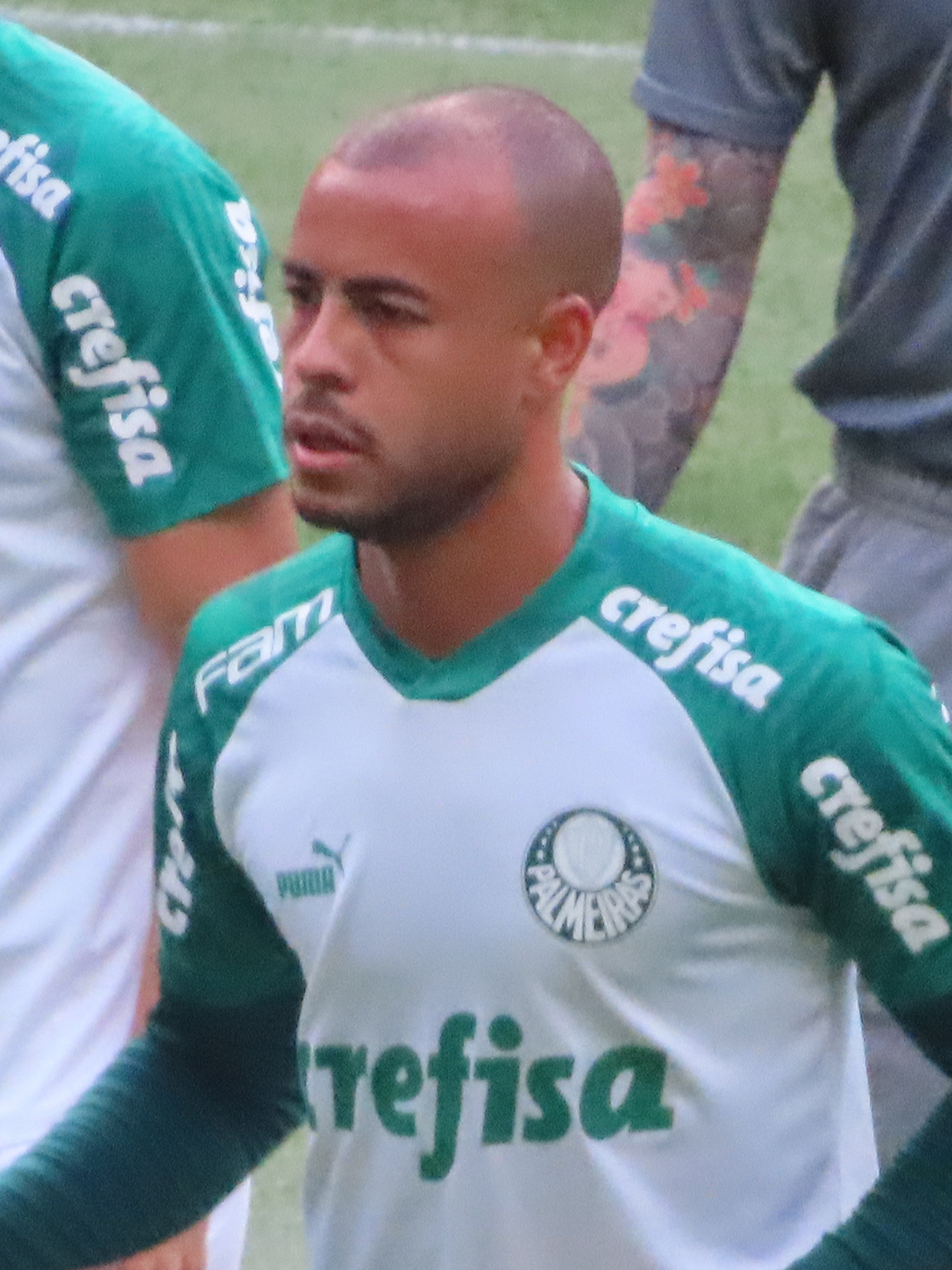
Mayke teve duas oportunidades de gol ao longo da partida.

Nos primeiros 10 minutos, o Palmeiras exerceu pressão sobre o adversário, uma postura que culminou na primeira oportunidade de gol para o clube alviverde. Aos dois minutos, o lateral Marcos Rocha cobrou um arremesso lateral pela direita, direcionando a bola para a área e colocando Rony em posição. O atacante controlou a bola e efetuou um chute cruzado, demandando uma inteferência por parte do goleiro Rafael. O panorama da partida começou a se modificar quando o São Paulo passou a equilibrar as ações. O meio-campista Alisson teve a primeira oportunidade para a equipe são-paulina, aos 12 minutos, mas sua finalização foi desviada pela defesa palmeirense. Onze minutos após o lance anterior, uma tentativa de chute de fora da área quase resultou no gol do São Paulo. Na ocasião, Jonathan Calleri disputou a posse da bola e esta sobrou na entrada da área. Nikão finalizou, a bola desviou em Gustavo Gómez e quase escapou do alcance de Weverton. Contudo, o goleiro conseguiu realizar a intervenção.
Posteriormente, as melhores oportunidades foram do Palmeiras. Aos 25 minutos, Mayke foi lançado na ala direita pelo atacante Flaco López. O lateral invadiu a área com liberdade, mas sua finalização foi defendida pelo goleiro Rafael. Três minutos depois, Rony fez um cruzamento pela ala esquerda, e o meio-campista Raphael Veiga desviou de cabeça, com a bola passando rente à trave esquerda. Aos 40 minutos, Luciano recebeu a bola de Nikão em posição favorável para o arremate, porém, ao dominar a bola, acabou sendo desarmado por Joaquín Piquerez.
O primeiro tempo foi caracterizado pela significativa quantidade de cartões distribuídos. Luciano recebeu um cartão amarelo logo no primeiro minuto, seguido por Raphael Veiga, Zé Rafael e Flaco López. Além deles, Vitor Castanheira, membro da comissão técnica do Palmeiras, também foi advertido com o cartão amarelo devido ao excesso de reclamação.

### Segundo tempo

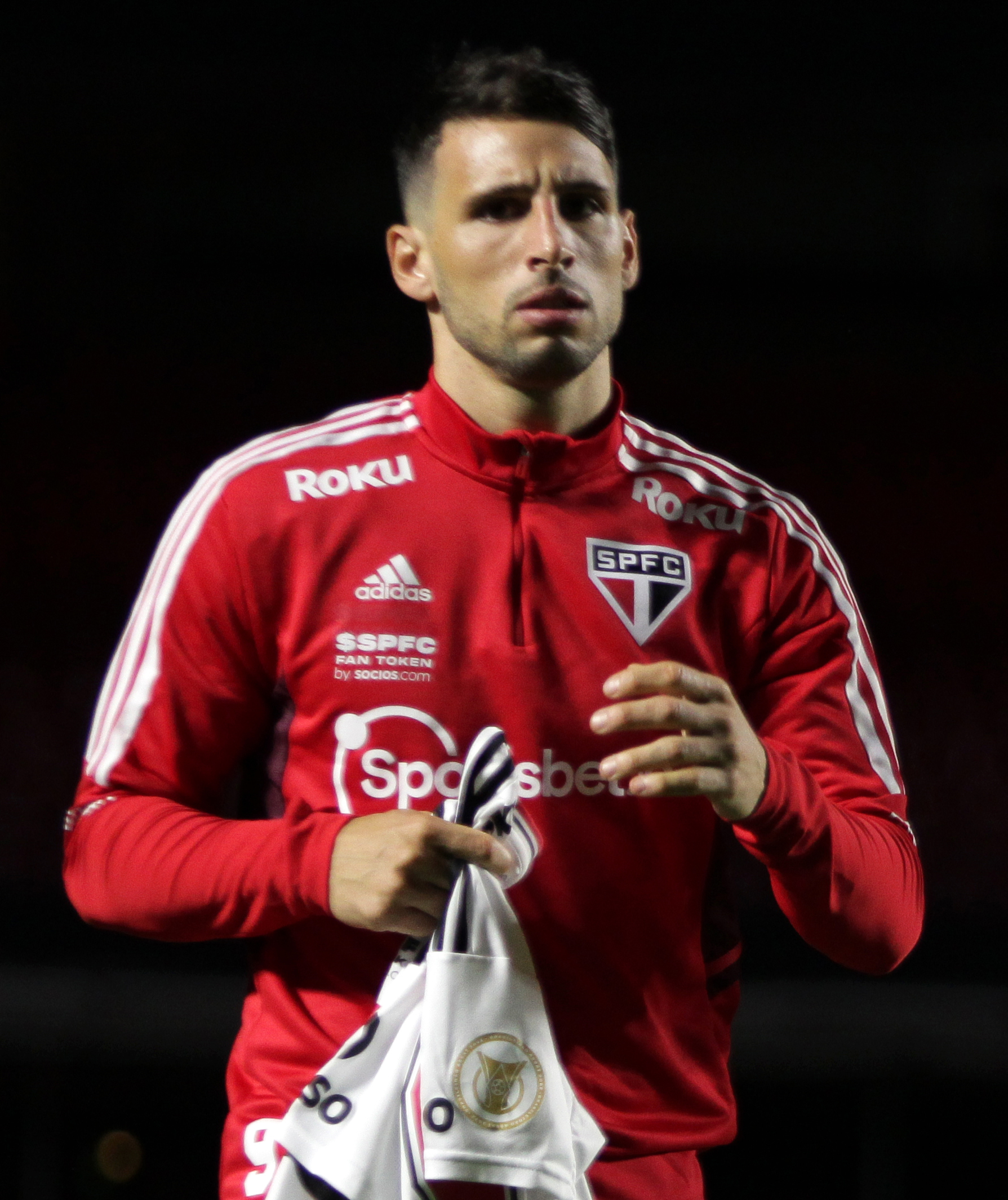
Jonathan Calleri esteve próximo de anotar um gol, aproveitando-se de uma saída equivocada por parte do goleiro Weverton.

O segundo tempo começou de forma semelhante ao primeiro. A primeira chance surgiu para o Palmeiras aos quatro minutos, quando o lateral-direito Mayke cruzou para Flaco López, que acabou desperdiçando o arremate. Mais tarde, aos 23 minutos, o lateral tentou novamente com outro cruzamento, desta vez para o meio-campista Jhon Jhon, cujo cabeceio passou por cima do travessão. Aos 31 minutos, o jogador fez sua terceira investida, finalizando após uma jogada individual, porém, o lateral-direito do São Paulo, Moreira, impediu o gol ao interceptar a bola em cima da linha.
Assim como aconteceu na primeiro tempo, o São Paulo equilibrou as ações da partida à medida que os minutos passavam e teve duas oportunidades promissoras. Na primeira delas, Weverton tentou afastar a bola, mas a posse acabou nos pés de Jonathan Calleri, que entrou na área e finalizou. No entanto, o goleiro realizou a defesa. Nos minutos finais da partida, Giuliano Galoppo cobrou uma falta que acertou o suporte da trave junto ao travessão. As últimas oportunidades de gol no tempo regulamentar foram uma finalização de longa distância por Aníbal Moreno e uma tentativa individual de Gabriel Menino.

### Disputa por pênaltis
De acordo com o regulamento estabelecido pela CBF, o desfecho da partida foi determinado por meio de cobranças de pênaltis. Calleri foi o primeiro a cobrar o pênalti e a converter; ele chutou no canto superior esquerdo de Weverton, que pulou, mas não alcançou a bola. Raphael Veiga foi o primeiro palmeirense a cobrar, ele chutou de perna esquerda no canto inferior direito, o goleiro Rafael resvalou na bola, mas ela foi para as redes. Galoppo foi o próximo são-paulino a converter sua cobrança, ao chutar no canto superior direito; Weverton pulou para o canto oposto. Gabriel Menino também converteu seu pênalti ao chutar no centro do gol, enquanto Rafael pulou para o canto direito. Pablo Maia manteve o São Paulo na frente do placar ao cobrar rasteiro no canto esquerdo, enquanto Weverton novamente pulou para o outro canto. Murilo foi o primeiro palmeirense a perder uma cobrança ao também chutar no canto inferior esquerdo; Rafael conseguiu fazer a defesa. Com o placar em 3–2, Michel Araújo ampliou a vantagem tricolor ao converter seu tiro no canto superior esquerdo. Piquerez, assim como Murilo, também desperdiçou ao chutar no canto inferior esquerdo e ter sua cobrança defendida por Rafael; o placar foi finalizado em 4–2 para o São Paulo. Rafael foi eleito como melhor jogador da partida após o fim do jogo.

### Detalhes
| 4 de fevereiro | Palmeiras | 0 – 0                     | São Paulo | Estádio Mineirão, Belo Horizonte                                                   |
| 16:00          |           | Súmula Boletim financeiro |           | Público: 42 741 Renda: R$ 7 736 903,00 Árbitro: SC Bráulio da Silva Machado (FIFA) |

|                                              |       | Penalidades                              |  |
| Raphael Veiga Gabriel Menino Murilo Piquerez | 2 – 4 | Calleri Galoppo Pablo Maia Michel Araújo |  |

| '' | Palmeiras | São Paulo | '' |

| G             | 21            | Weverton         |               |     |
| Z             | 2             | Marcos Rocha     | 89'           |     |
| Z             | 15            | Gustavo Gómez    |               |     |
| Z             | 26            | Murilo           |               |     |
| M             | 12            | Mayke            |               | 81' |
| M             | 27            | Richard Ríos     |               | 81' |
| M             | 8             | Zé Rafael        | 23'           | 87' |
| M             | 22            | Joaquín Piquerez |               |     |
| M             | 23            | Raphael Veiga    | 14'           |     |
| A             | 42            | Flaco López      | 32'           | 61' |
| A             | 10            | Rony             |               |     |
| Substitutos:  |               |                  |               |     |
| G             | 14            | Marcelo Lomba    |               |     |
| LD            | 6             | Vanderlan        |               |     |
| Z             | 13            | Luan             |               |     |
| Z             | 32            | Gustavo Garcia   |               |     |
| Z             | 34            | Naves            |               |     |
| LE            | 16            | Caio Paulista    |               |     |
| M             | 5             | Aníbal Moreno    |               | 81' |
| M             | 25            | Gabriel Menino   |               | 81' |
| M             | 31            | Luis Guilherme   | 90+4'         | 87' |
| M             | 35            | Fabinho          |               |     |
| M             | 40            | Jhon Jhon        |               | 61' |
| A             | 19            | Breno Lopes      |               |     |
| Treinador:    |               |                  |               |     |
| Abel Ferreira | Abel Ferreira | Abel Ferreira    | Abel Ferreira | 32' |

| G              | 23             | Rafael           |                |     |
| LD             | 13             | Rafinha          |                | 58' |
| Z              | 5              | Robert Arboleda  |                |     |
| Z              | 4              | Diego Costa      |                |     |
| LE             | 6              | Welington        | 72'            | 69' |
| M              | 29             | Pablo Maia       | 63'            |     |
| M              | 25             | Alisson          |                |     |
| M              | 27             | Wellington Rato  |                | 81' |
| M              | 43             | Nikão            |                | 46' |
| A              | 10             | Luciano          | 2'             | 69' |
| A              | 9              | Jonathan Calleri |                |     |
| Substitutos:   |                |                  |                |     |
| G              | 93             | Jandrei          |                |     |
| Z              | 3              | Nahuel Ferraresi |                |     |
| Z              | 28             | Alan Franco      |                |     |
| LD             | 30             | Moreira          |                | 58' |
| LE             | 36             | Patryck          |                |     |
| M              | 14             | Giuliano Galoppo |                | 69' |
| M              | 15             | Michel Araújo    |                | 46' |
| M              | 16             | Luiz Gustavo     |                |     |
| M              | 21             | Damián Bobadilla |                |     |
| A              | 31             | Juan             |                |     |
| A              | 33             | Erick            | 90+2'          | 69' |
| A              | 47             | Ferreirinha      |                | 81' |
| Treinador:     |                |                  |                |     |
| Thiago Carpini | Thiago Carpini | Thiago Carpini   | Thiago Carpini | 83' |

| Homem do jogo: Rafael (São Paulo) |

| Árbitros assistentes: RJ Rodrigo Figueiredo Henrique Correa (FIFA) MG Guilherme Dias Camilo (FIFA) Quarto árbitro: RS Rafael Rodrigo Klein (FIFA) | Quinta árbitra: MT Fernanda Kruger (FIFA) Árbitro assistente de vídeo: ES Wagner Reway (FIFA) | Árbitros assistentes de árbitro de vídeo: SE Cleriston Clay Barreto Rios RS Daniel Nobre Bins (FIFA) Observador de VAR: RJ Pericles Bassols Pegado Cortez |

## Repercussão
Como esta foi a estreia do São Paulo na Supercopa, a vitória nesta partida resultou no primeiro título do clube na história da competição, juntando-se a Palmeiras, Atlético Mineiro, Corinthians, Flamengo e Grêmio como campeões. Com essa conquista, o São Paulo se tornou o primeiro clube brasileiro a vencer todos os títulos possíveis até então, ganhando a alcunha de "campeão de tudo" pela mídia. Como premiação, recebeu cerca de 10,5 milhões de reais, sendo 5,5 milhões pela participação fornecidos pela CBF e um valor adicional de 1 milhão de dólares (equivalente a aproximadamente 4,96 milhões de reais na cotação da época) pelo título concedido pela Confederação Sul-Americana de Futebol. O valor distribuído foi um pouco maior do que o da edição anterior.
Logo após a conclusão da cerimônia de premiação, o presidente da CBF, Ednaldo Rodrigues, parabenizou os jogadores e membros da comissão técnica do São Paulo, além de destacar a importância da competição e a presença das duas torcidas no estádio. Coroado o Rei do Jogo, o goleiro Rafael comemorou a distinção em homenagem a Pelé e exaltou o momento como um dia que ele nunca mais vai esquecer.
Outro detalhe que gerou repercussão após a partida foi a rivalidade entre os clubes participantes, especialmente a vantagem que o São Paulo detinha até então sobre o Palmeiras. Em confrontos eliminatórios, a vitória nos pênaltis na Supercopa de 2024 representou a 17.ª vez que o clube triunfou sobre o adversário em 22 ocasiões. Mesmo com esse histórico, esta foi a primeira vez que os dois times disputaram um título nacional entre si. Antes deste jogo, os rivais já haviam decidido três títulos, todos pelo Campeonato Paulista, com vantagem para o clube tricolor.